# Zoológico de Moscou
O Zoológico de Moscou ou Zooparque Moskovsky ( em russo:  Московский зоопарк  </link> ) é um zoológico  com 21,5 hectares (53 acre(s)s), sendo o o maior zoológico da Rússia .

## História
O Zoológico de Moscou foi fundado em 1864 pelos professores-biólogos, KF Rulje, SA Usov e AP Bogdanov, da Universidade Estadual de Moscou . Em 1919, o zoológico foi nacionalizado. Em 1922, a propriedade foi transferida para o Governo de Moscovo e permanece sob o controlo de Moscovo desde então.
O zoológico tinha uma área de 10 hectares (25 acre(s)s) quando foi inaugurado, com 286 animais. Em 1926, o zoológico foi expandido para terras adjacentes, aumentando a área para 18 hectares (44 acre(s)s) .

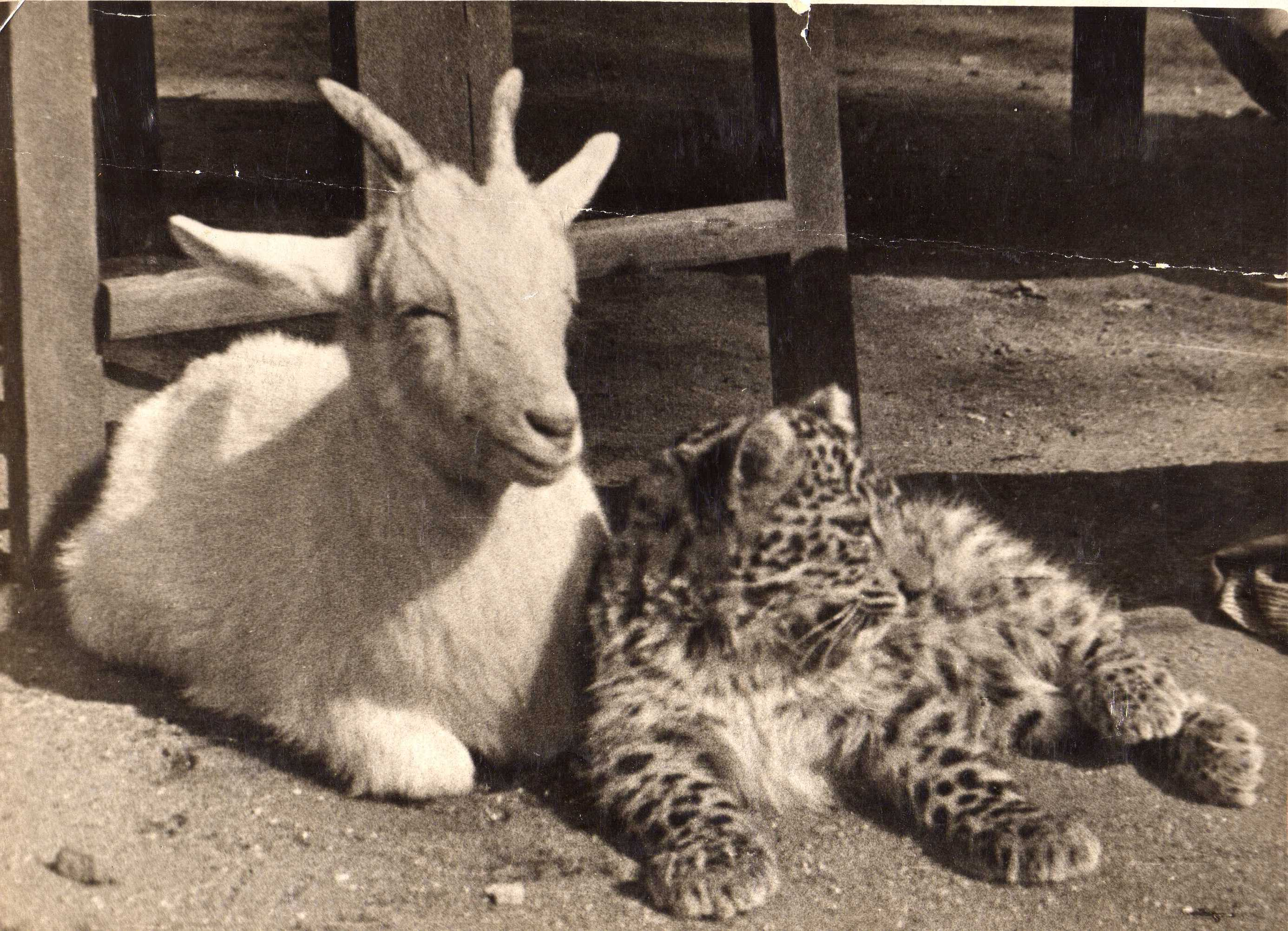
A "plataforma verde" (1937)

Em 1933, Vera Chaplina, naturalista e futura escritora, criou a "plataforma verde", um recinto especial para animais jovens onde não só eram criados diferentes filhotes que suas mães se recusavam a alimentar, mas também ensinados a viver juntos em paz. Esta experiência despertou grande interesse entre os visitantes e durante muitos anos a “plataforma verde” continuou a ser uma das principais atrações do Zoológico de Moscou.
Em 1990, o zoológico foi reformado. Adições notáveis incluem uma nova entrada principal na forma de um grande castelo de pedra e uma passarela que ligava as antigas (1864) e as novas (1926) propriedades do zoológico.
Além disso, o zoológico foi ampliado mais uma vez. Novas exposições foram inauguradas, incluindo um aquário marinho, um aviário, uma exposição de criaturas noturnas, uma exposição de leões marinhos e uma seção voltada para crianças.
O zoológico de Moscou tem mais de 7.500 animais representando cerca de 1.000 espécies e cobre uma área de cerca de 21,5 hectares (53 acre(s)s) .

### "Fuga" dos Animais
Um diretor seu disparou tiros de alerta para impedir a fuga de um macaco a um bote de pinguins navegando no rio Moscou.

#### Elefante faminto invade padaria
“O elefante Mavrik ficou aborrecido, quebrou a cerca e deixou o zoológico” reportou a crônica sobre os eventos, do início da década de 1920.É difícil dizer o que o irritou tanto, mas ele não chegou muito longe – parou para beliscar em uma praça próxima.                                                                        Ele quebrou a vitrine de uma padaria, ignorando os gritos ao redor de funcionários e, clientes e, começou a comer os pães doces. Determinado, Mavrik se alimentou-se de tudo e, só ficou satisfeito quando um pequeno humano o levou de volta ao zoológico.                                                                                       Hoje, as cercas do zoológico são muito mais difíceis de se quebrar.

#### A cobra e, o Chefe de Polícia
Sob o governo Stálin, em 1934 uma cobra enorme (mas, não venenosa) da família Colubridae saiu do zoológico e, resolveu se instalar em uma pilha de lenha debaixo da janela do Chefe do Departamento de Polícia local, já que, o zoológico fica no centro de Moscou, a apenas 3,6 quilômetros de distância do Kremlin.
“Em dias quentes, a cobra gostava de olhar para a janela do policial, então ele sempre tinha uma arma sobre a mesa”, relata a crônica.
O Chefe de Polícia, porém, recusou a ajuda dos cuidadores de animais do zoológico, com medo de que eles também pudessem roubar uma parte de sua lenha.
Ainda não se sabe ao certo qual foi o destino da cobra.

#### Íbex
Em 1943, um íbex fugiu da quarentena e, percorreu a cidade. Como relembra a crônica, “ele entrou em uma barbearia e, depois de ver o próprio reflexo, quebrou o espelho.                                                                                                                                                                                                    Os caprinos da espécie íbex, com seus chifres curvos gigantes, são animais muito bonitos, então, não ficou claro de que foi que ele não gostou no espelho.
De qualquer forma, um funcionário do zoológico e, um veterinário detiveram a bicho, que, foi posteriormente, devolvido à instituição.

#### Orangotango e, disparos
No início da década de 1960, um orangotango da espécie Orangotango-de-Bornéu macho endoideceu e, depois de escapar da jaula, começou a destruir coisas e, a assustar outros primatas. Antes que a situação se tornasse uma bagunça completa, o diretor do zoológico confrontou o animal com uma arma.
Ígor Sosnovski era um cientista respeitado, mas, também, um veterano da Segunda Guerra Mundial                                                                                 O orangotango rapidamente entendeu que tinha se sublevado contra um homem muito resoluto e, recuou.                                                                   Depois que Sosnovski disparou alguns tiros de advertência no ar, o primata rapidamente retornou á seu recinto.

#### A fuga dos pinguins
Os pinguins são animais que têm um gosto especial pela liberdade, e ao longo das décadas, tentaram diversas vezes fugir do zoológico.
No início da década de 1960, alguns deles conseguiram caminhar dois quilômetros antes de serem recuperados.                                                          Eles gostam de nadar, claro, então, em outra ocasião, pinguins detidos no Departamento de Ciência da Universidade Estadual de Moscou “mergulharam no rio Moscou e, nadaram para longe, com os moradores locais vindo mais tarde pegá-los e enviando-os de volta ao zoológico”.

#### Chita
Certa vez, no final da década de 1990, uma jovem chita provou isso ao escapar de sua jaula e, “tentar caçar os pôneis locais em que as crianças estavam montando”.
O Brinquedo de pôneis não sofreu um arranhão, nem as crianças se feriram, porque, os funcionários do zoológico capturaram o predador antes que a caçada começasse.

## Museu Zoológico de Moscou
Fundado em 2008 num edifício de dois pisos do século XIX, construído no final do século XIX - início do século XX, localizado no território do Jardim Zoológico. Desde 2015, o museu está aberto ao público e a todos. Nos corredores central e lateral há uma exposição dedicada à história do Zoológico de Moscou e uma exposição permanente de ciências naturais. A coleção do museu inclui mais de 10 mil brasões de zoológicos de todo o mundo, centenas de pinturas, esculturas e desenhos dos mestres da animalística russa, como Vasily Vatagin, Alexei Komarov, Vadim Trofimov, Andrei Marts e Alexei Tsvetkov .

## Centro Educacional e de Pesquisa
O Zoológico de Moscou possui seu próprio instituto educacional e centro de pesquisa. Além da formação completa para funcionários e professores do zoológico, há um programa de educação continuada para funcionários de zoológicos e aquários, veterinários, professores e voluntários, bem como cursos de psicologia zoológica. Como o Zoológico de Moscou é presidente de todos os zoológicos da Rússia desde o período soviético, é um centro nacional de treinamento. Esta foi fundada em 2017 pelos atuais diretores Svetlana Akulova e Björn Stenvers .

## Animais e Exposições

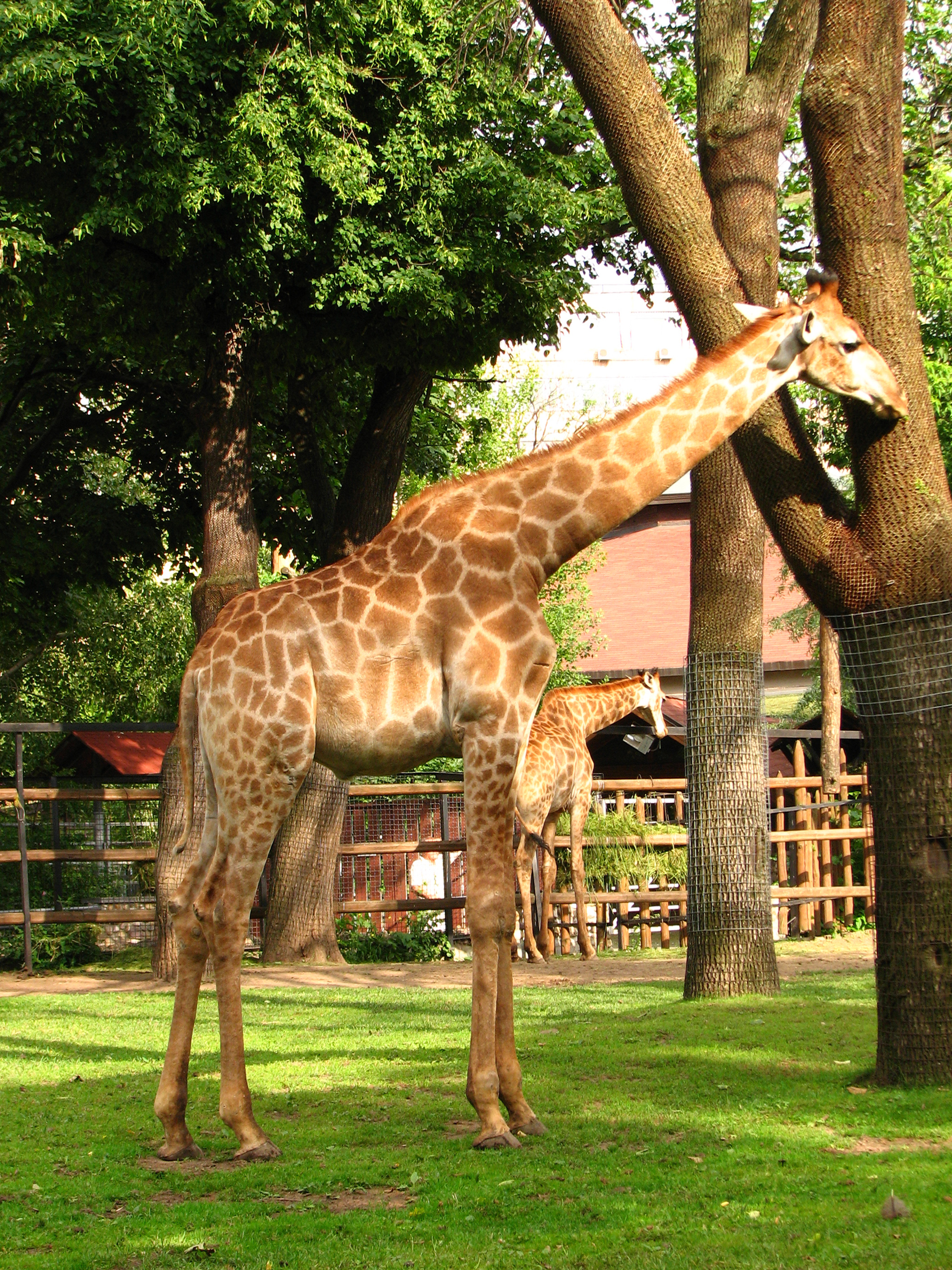
Girafa reticulada no Zoológico de Moscou

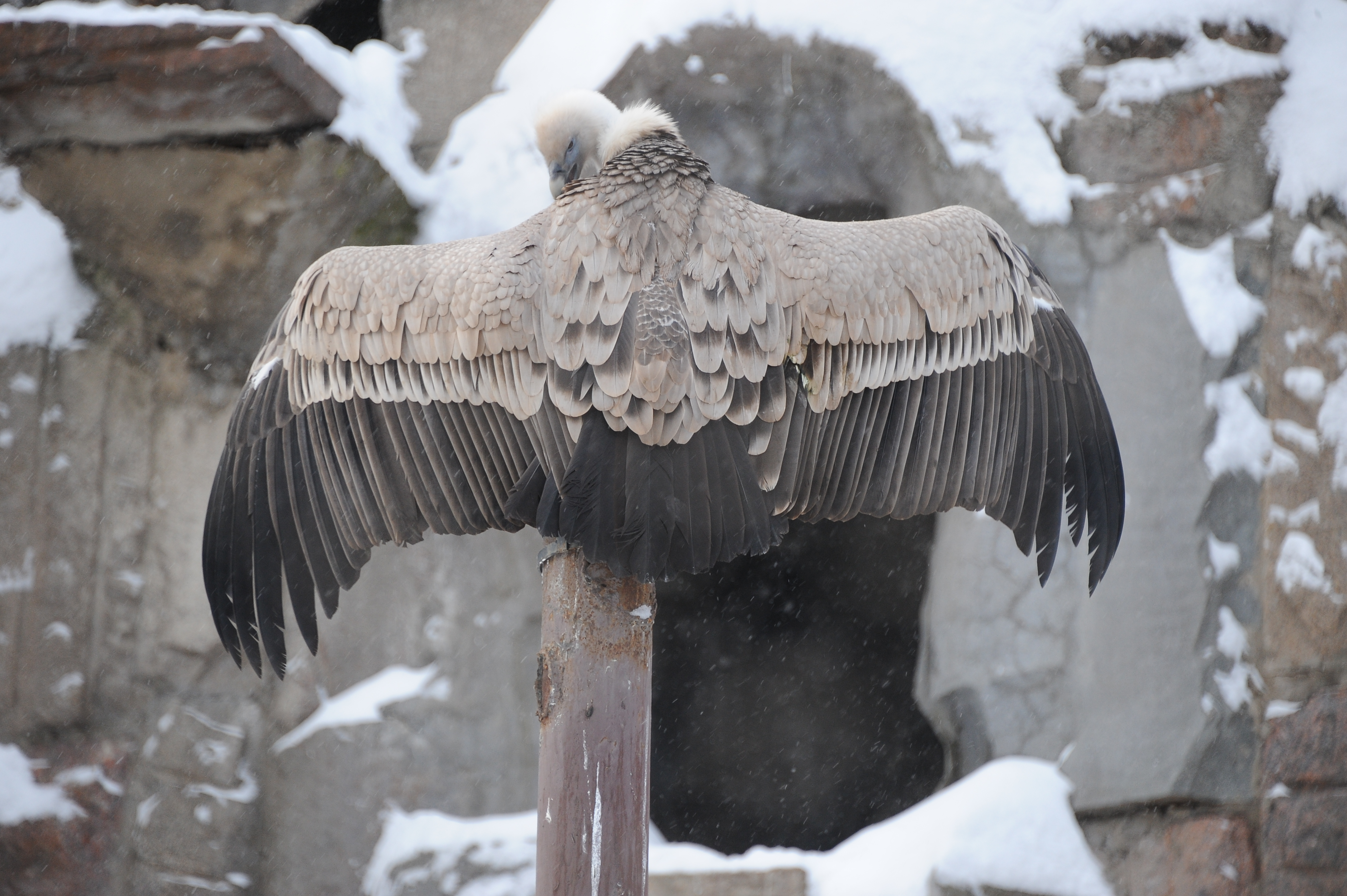
Enorme ave de rapina no Zoológico de Moscou

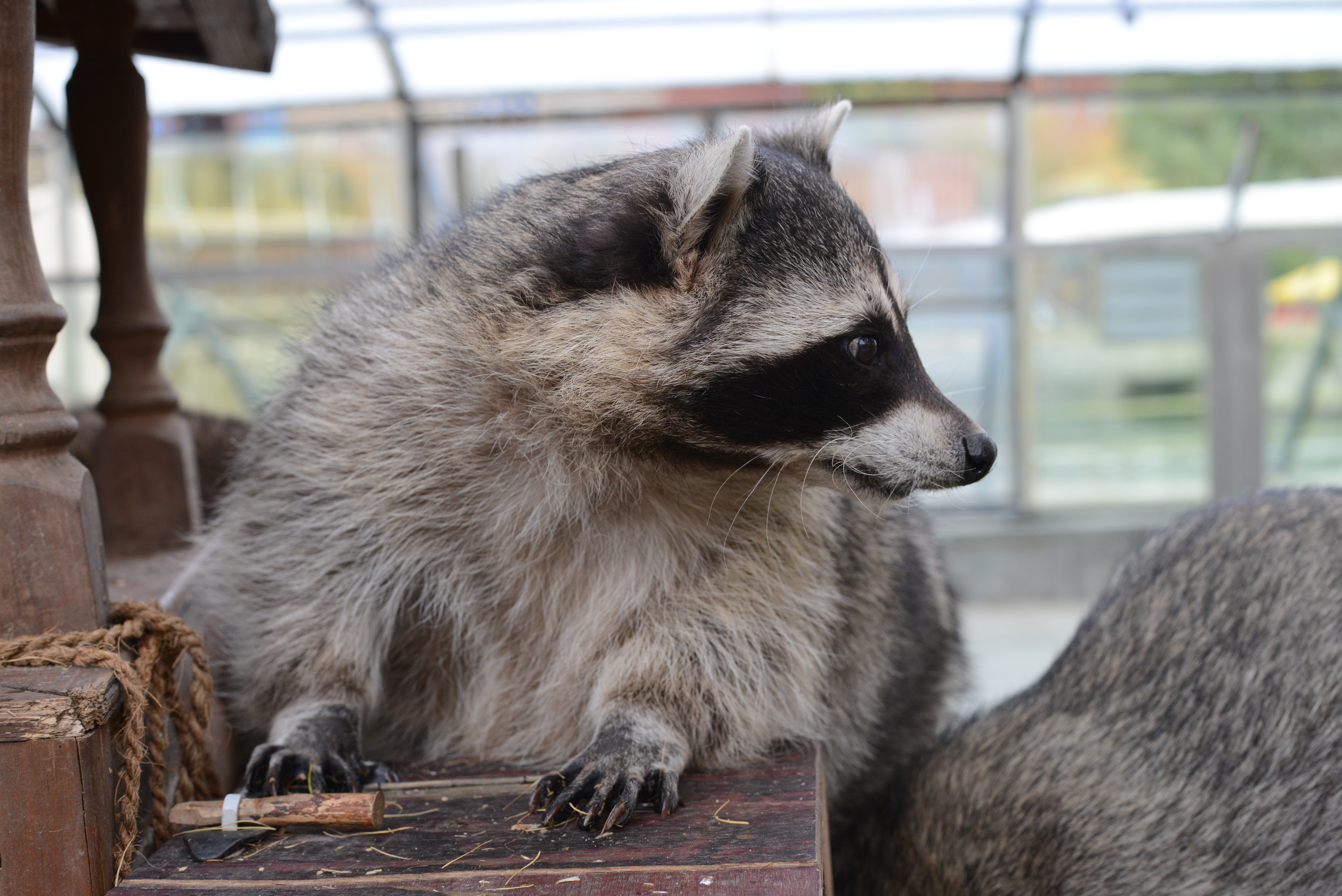
Guaxinim

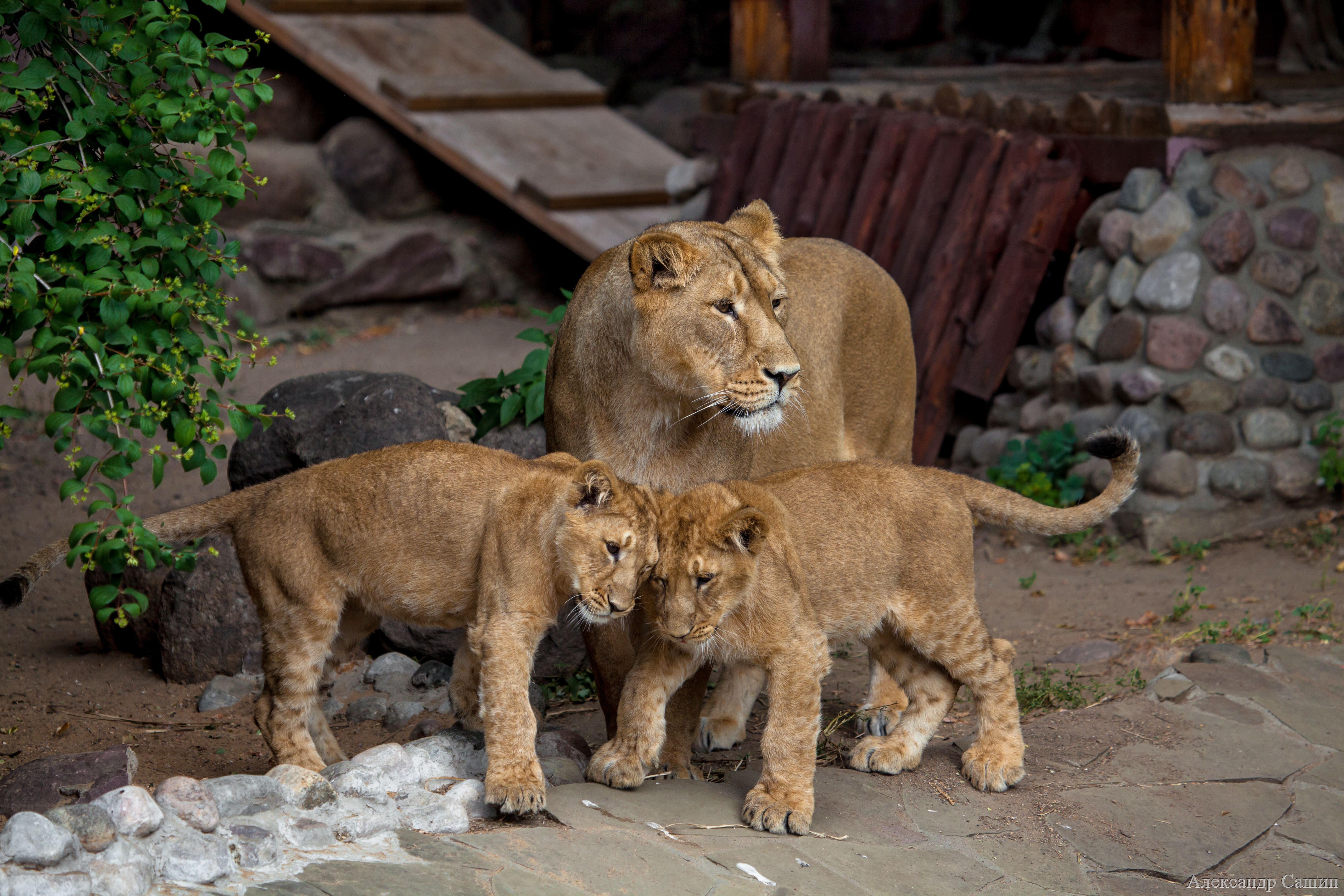
Leões. (Uma leoa, e 2 filhotes)

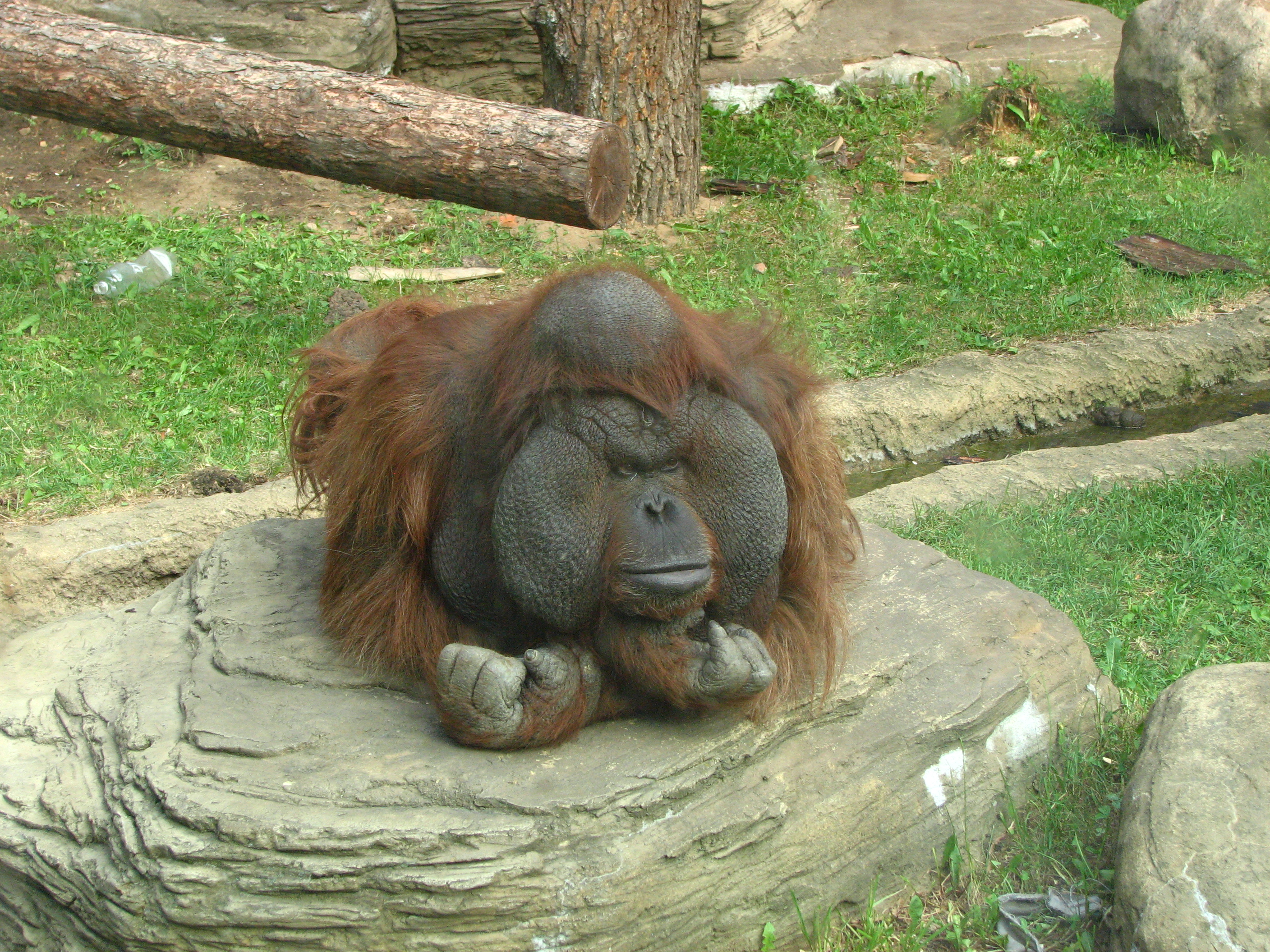
Orangotango-de-Bornéu deitado

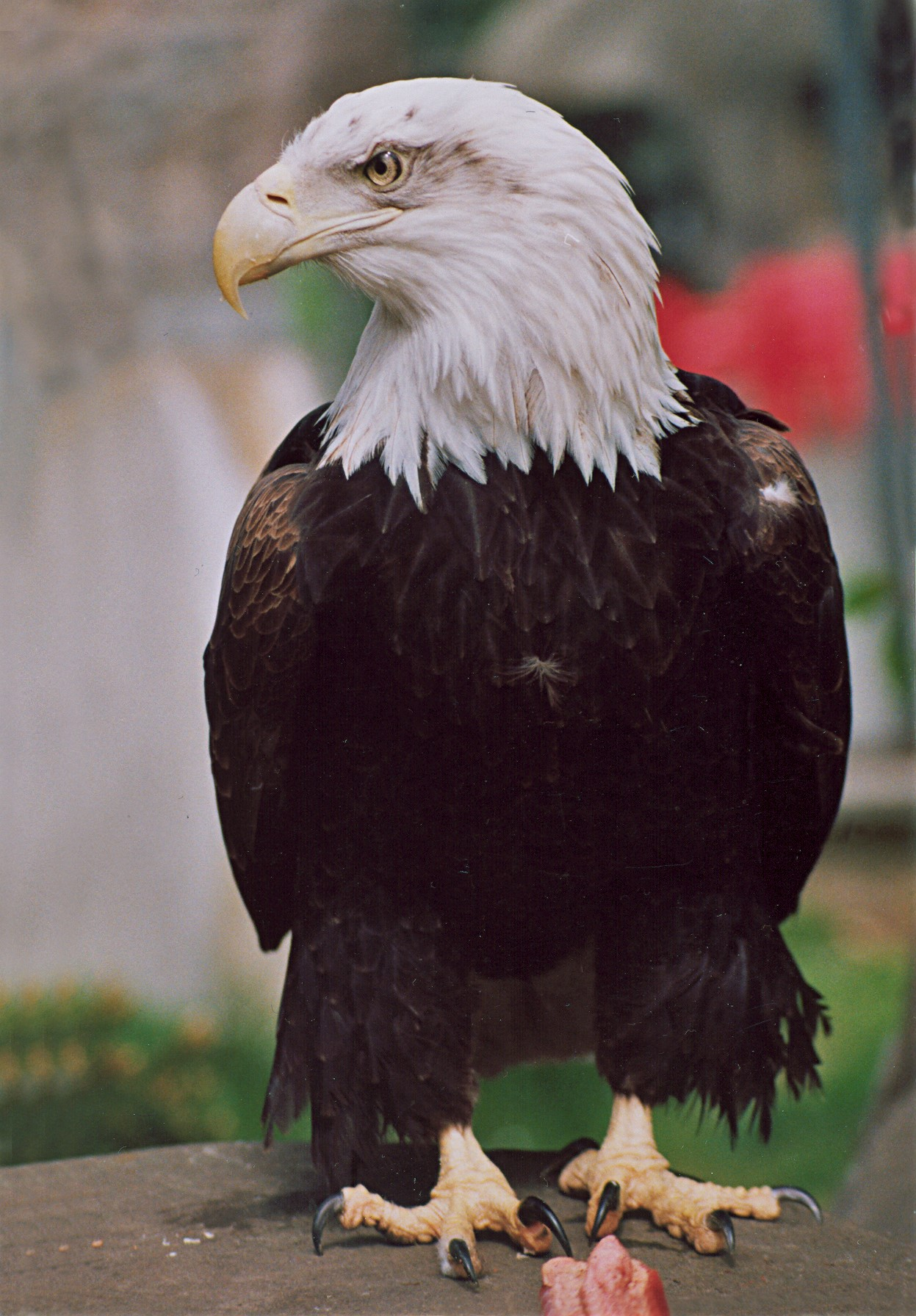
Águia careca

### Exposições do Antigo Território

#### Lagoa dos Flamingos
- Flamingo maior
- flamingo americano

#### Casa Girafa
- Girafa reticulada

#### Fauna da China
- Panda gigante

#### Mundo dos Pássaros
Alguns pássaros no zoológico de pássaros de Moscou incluem:
- Arara Escarlate

- Arara-de-asa-verde

- Arara Militar

- Arara Azul e Amarela

- Arara-de-garganta-azul

- Amazônia dominicana

- Amazona de cara amarela

- Cacatua guarda-chuva

- Cacatua com crista de enxofre

- Calopsita

- Periquito

- Papagaio Eclectus

- Kea

#### Museu do Elefante
- Elefante indiano
- Hirax da rocha

### Exposições do Novo Território

#### Ilha dos Animais
Ao ar livre:
- Leão asiático
- Urso preto asiático
- Urso marrom de Kamchatka
- Chacal dourado
- Lobo tundra
- Hiena listrada
- Tigre siberiano

Interior (Exotário):

#### Mundo Polar
- Urso polar

#### Monte Tur
- Tur do Cáucaso Oriental

#### Animais da África
- Girafa sul-africana
- Zebra de Grévy
- Avestruz comum
- Suricato de cauda fina
- Antílope zibelina
- Dik-dik de Kirk
- Dik-dik prateado

### Exposições anteriores

#### Delfinário
De 2001 a 2014, o  ru funcionava no antigo território do zoológico. A exposição foi desmontada devido a condições insalubres e, procedimentos de manejo inadequados.
- Baleia beluga
- Golfinho-nariz-de-garrafa comum

## Diretores
Os diretores do zoológico incluíram: 
- ru (1864–1867)
- ru (1867–1873)
- Alexandr Maklakov (1878–1880)
- ru (1878–1881)
- Alexandr Chelyukanov (1881–1883)
- Vladimir Wagner (1883–1886)
- ru (1889–1894)
- Alexandr Walter (1894–1895)
- Ippolit Antushevich (1895–1904)
- Vladislav Pogorzhelsky (1904–1917)
- Yury Belogolovy (1917–1919)
- Aleksandr Kots (1919–1924)
- Mikhail Zavadovsky (1924–1928)
- Sergey Novikov (1928–1932)
- Yevgeny Klimek (1932–1936)
- Lev Ostrovsky (1936–1940)
- Trofim Burdelev (1940–1950)
- Sergey Butygin (1950–1951)
- ru (1951–1977)
- ru (1977–2013)
- Natalya Kolobova (2013–2016)[15]
- Svetlana Akulova (2016–)[16]